# Janine Smit
Janine Smit (* 18. April 1991 in Heerenveen) ist eine niederländische Eisschnellläuferin.

## Werdegang
Smit hatte ihren ersten internationalen Erfolg bei den Juniorenweltmeisterschaften 2010 in Moskau. Dort gewann sie die Bronzemedaille in 2 × 500-m-Lauf. Zudem wurde sie dort Zehnte über 1500 m und Vierte über 1000 m. Ihr Debüt im Weltcup hatte sie im Dezember 2011 in Heerenveen, das sie auf den Plätzen zehn und sechs im B-Weltcup je über 500 m beendete. In der Saison 2015/16 holte sie im Teamsprint in Heerenveen ihren ersten Weltcupsieg und errang dort zudem den dritten Platz im Teamsprint. Bei den Einzelstreckenweltmeisterschaften 2016 in Kolomna kam sie auf den 18. Platz im 2 × 500-m-Lauf. In der Saison 2018/19 errang sie in Obihiro den dritten Platz im Teamsprint und holte im Teamsprint in Tomakomai ihren zweiten Weltcupsieg. Ende Dezember 2018 wurde sie niederländische Meisterin über 500 m. Bei den Einzelstreckenweltmeisterschaften 2019 in Inzell gewann sie zusammen mit Johanna Letitia de Jong und Jutta Leerdam die Goldmedaille im Teamsprint. Im Lauf über 500 m belegte sie den 21. Platz.

## Persönliche Bestzeiten
- 500 m      38,22 s (aufgestellt am 29. Dezember 2018 in Heerenveen)
- 1000 m    1:15,97 min (aufgestellt am 27. Januar 2019 in Heerenveen)
- 1500 m    2:02,09 min (aufgestellt am 6. März 2010 in Berlin)
- 3000 m    4:30,69 min (aufgestellt am 24. Oktober 2009 in Berlin)

## Weltcupsiege im Team
| Nr. | Datum             | Ort        | Disziplin    |
| --- | ----------------- | ---------- | ------------ |
| 1.  | 11. Dezember 2015 | Heerenveen | Teamsprint 1 |
| 2.  | 25. November 2018 | Tomakomai  | Teamsprint 2 |